# Дьяков, Валентин Александрович
Валенти́н Алекса́ндрович Дья́ков (2 сентября 1925 года, Тамбовская губерния, — 22 декабря 2010 года, Москва) — советский государственный и партийный деятель, участник Великой Отечественной войны, заместитель председателя Совета министров РСФСР, депутат Верховного Совета РСФСР, торгпред СССР в КНДР и Народной Республике Болгарии.

## Биография
Родился 2 сентября 1925 года в Тамбовской губернии.

### Великая Отечественная война
После окончания школы в 1943 году был призван в Красную Армию, воевал командиром минометного расчета, командиром отделения связи, был ранен; в числе его боевых наград — солдатский орден Славы, орден Красной Звезды, медаль «За отвагу».

### Учёба и работа
После войны окончил Московский институт народного хозяйства имени Г. В. Плеханова. Шесть лет подряд избирался секретарем парткома института. В 1959—1962 годах являлся секретарём, затем вторым и первым секретарём Москворецкого райкома партии. В 1961 году принял участие в полемике вокруг творчества Вс. Кочетова, опубликовав положительную статью-рецензию «В ногу с жизнью» («Вечерняя Москва» от 22 дек. 1961), за что подвергся нападкам со стороны секретаря правления Союза писателей СССР А. Д. Салынского, охарактеризовавшего его статью как «кондитерское изделие» и заявившего «я считаю, что не надо подсахарнивать такие серьёзные вещи, как литература. Не надо это делать ни секретарю райкома, ни секретарю обкома, ни, может быть, кому-нибудь и повыше», что в свою очередь вызвало негативную реакцию партийных инстанций.
В 1962 году Валентин Александрович стал заведующим Отделом административных органов ЦК КПСС по РСФСР, а в 1963 году — в возрасте тридцати восьми лет — был выдвинут на должность заместителя Председателя Совета Министров РСФСР. На этом посту В. А. Дьяков проработал около 13 лет, занимаясь вопросами торговли, потребкооперации и бытового обслуживания населения. Избирался депутатом Верховного Совета РСФСР VII - IX созывов.
С 1976 по 1978 годах работал торговым представителем СССР в КНДР, а в 1978 году был переведён на аналогичную должность в Народную Республику Болгарию. Первый секретарь ЦК Компартии Болгарии Тодор Живков высоко ценил торгпреда СССР Валентина Александровича Дьякова, много сделавшего для развития внешнеторговых отношений двух братских стран.
После возвращения из Болгарии — на пенсии. Жил в Подмосковье, на даче. Умер в 2010 году.

## Награды
- Орден Отечественной войны II степени
- Орден Славы
- Орден Красной Звезды
- Орден Трудового Красного Знамени
- Орден Трудового Красного Знамени
- Орден Дружбы народов (30 августа 1985, За заслуги в развитии торгово-экономических связей СССР с зарубежными странами")
- Орден «Народная Республика Болгария» (Болгария) 1 и 2 степеней
- Орден Государственного флага (КНДР) 3 степени.